# Wizardry
Wizardry là một series trò chơi điện tử nhập vai, phát triển bởi Sir-Tech, có ảnh hưởng lớn đến sự phát triển của trò chơi điện tử nhập vai hiện đại. Wizardry ban đầu có ảnh hưởng đáng kể đến các trò chơi nhập vai trên console thời kỳ đầu như Final Fantasy and Dragon Quest. Ban đầu được tạo cho Apple II, các phiên bản sau đó đã được chuyển sang các nền tảng khác. Phiên bản cuối cùng trong sê-ri gốc của Sir-Tech là Wizardry 8, được phát hành vào năm 2001. Kể từ đó, đã có nhiều tựa game phụ được phát triển cho thị trường Nhật Bản.

## Tổng quan
Wizardry khởi đầu là một phiêu lưu dungeon đơn giản được phát triển bởi Andrew C. Greenberg and Robert Woodhead. Nó ban đầu được phát triển khi họ còn là sinh viên của Cornell University và được phát hành bởi Sir-Tech. Trò chơi chịu ảnh hưởng của các trò chơi trước đó từ hệ thống PLATO, đáng chú ý nhất là Oubliette. Các phần đầu tiên của Wizardry đã rất thành công, vì chúng là hiện thân đầu tiên của trò chơi kiểu Dungeons & Dragons dành cho máy tính gia đình có đồ họa phong phú. Việc phát hành phiên bản đầu tiên trùng hợp với làn sóng phổ biến đầu tiên của Dungeons & Dragons ở Bắc Mỹ.
Năm phiên bản đầu tiên trong sê-ri được viết bằng Apple Pascal, một kế thừa của UCSD Pascal. Chúng được chuyển sang nhiều nền tảng khác nhau bằng cách viết các triển khai UCSD Pascal cho các máy đích (Mac II cross-development). David W. Bradley đã tiếp quản sê-ri sau phần thứ tư, bổ sung thêm một cấp độ cốt truyện và độ phức tạp mới. Năm 1998, bản quyền được chuyển giao cho 1259190 Ontario Inc., vào năm 2006, thì là Aeria IPM. Vào năm 2008, Aeria IPM sáp nhập với Gamepot, nhà phát triển của Wizardry Online vào năm 2017, Gamepot đã ngừng hoạt động và sáp nhập vào công ty mẹ của nó GMO Internet.
Datamost đã phát hành menu điều khiển WizPlus, một chương trình tiện ích cho phép người dùng thay đổi cả nhân vật và cả môi trường chơi của Wizardry; Bob Reams đã xem lại tiện ích cho Computer Gaming World, và nói rằng "WizPlus nên hết sức thận trọng nếu không tinh thần phiêu lưu sẽ bị loãng và quan trọng hơn là bạn sẽ không thể tiếp tục với bộ truyện hấp dẫn này".

## Games

### Cốt truyện
Bộ truyện Wizardry gốc bao gồm tám tựa khác nhau. Tất cả các tựa game đều được phát hành lần đầu tiên ở Bắc Mỹ, sau đó được chuyển sang máy tính Nhật Bản. Một số tựa game cũng đã được phát hành chính thức ở Châu Âu.

Ba trò chơi đầu tiên là một bộ ba, với các cài đặt, cốt truyện và cơ chế chơi trò chơi tương tự nhau. Bộ ba thứ hai được hình thành bởi các phần từ 6 đến 8 - Bane of the Cosmic Forge, Crusaders of the Dark Savant và Wizardry 8 – với bối cảnh và cơ chế chơi trò chơi khác rất nhiều so với bộ ba phần đầu tiên.

Thế hệ game thứ tư, The Return of Werdna, là một sự khác biệt đáng kể so với phần còn lại của loạt phim. Trong đó, người chơi điều khiển Werdna ("Andrew", một trong những nhà phát triển trò chơi, đánh vần ngược), phù thủy độc ác đã bị giết trong trò chơi đầu tiên và triệu tập các nhóm quái vật để hỗ trợ anh ta khi anh ta chiến đấu vượt qua nhà tù mà anh ta ở trong đó. đã bị giam cầm. Thay vì quái vật, người chơi phải đối mặt với các nhóm phiêu lưu điển hình, một số được lấy từ đĩa của người dùng thực được gửi đến Sir-Tech để phục hồi. Hơn nữa, người chơi chỉ có một số lần nhấn phím hạn chế để sử dụng để hoàn thành trò chơi.
Tại Nhật bản, sê-ri Wizardry được dịch bởi ASCII Entertainment, và trở nên rất có ảnh hưởng trong những năm 1980, ngay cả khi mức độ phổ biến của nó ở quê nhà giảm sút.

Khi được giới thiệu lần đầu tiên, trò chơi gặp phải rào cản văn hóa kết hợp với bản dịch chất lượng thấp. Điều này có nghĩa là trò chơi đã được coi trọng bởi những người chơi đã bỏ qua những trò đùa và trò nhại trong trò chơi. Ví dụ: Blade Cusinart được giới thiệu trong các trò chơi đầu tiên là "thanh kiếm huyền thoại do thợ rèn nổi tiếng, Cusinart" nhưng ý nghĩa của nó đã bị hiểu sai vì Cuisinart food processors hầu như không được biết đến ở Nhật Bản. Tuy nhiên, quan niệm sai lầm này đã thu hút những người chơi máy tính đời đầu, những người đang tìm kiếm thứ gì đó khác biệt và khiến loạt phim Wizardry trở nên nổi tiếng. Ngược lại, thế hệ thứ tư, The Return of Werdna, không được đón nhận nhiều do thiếu kiến thức về các nền văn hóa phụ cần thiết để giải trò chơi, người chơi Nhật Bản không có cơ hội tìm ra một số câu đố.
Tám tiêu đề chính trong sê-ri là:

### Wizardry Renaissance
Năm 2009, một số nhà xuất bản và nhóm phát triển Nhật Bản đã bắt đầu "Kế hoạch hồi sinh thương hiệu" mà họ gọi là "Wizardry Renaissance". Sau khi Sir-Tech, công ty sáng tạo Wizardry ban đầu ở Hoa Kỳ, bị giải thể, một số trò chơi bán chính thức đã được tạo ra ở Nhật Bản với các yếu tố chủ đề và chất lượng khác nhau. "Wizardry Renaissance" nhằm mục đích "xây dựng lại" thương hiệu bằng cách đồng ý với một "thế giới quan" và tiêu chuẩn chất lượng nhất định đối với các trò chơi "Wizardry" bán chính thức này.
Wizardry Renaissance titles bao gồm:
- Wizardry Online, một PC MMORPG, ngừng hoạt động vào năm 2016.
- Wizardry: Torawareshi Tamashii no Meikyū, a PlayStation 3, iOS, Vita, and PC RPG (localized in the West as Wizardry: Labyrinth of Lost Souls).
- Wizardry: Seimei no Kusabi, a Nintendo DS title.
- Wizardry: Bōkyaku no Isan, một tựa game Nintendo DS, sử dụng lại các yếu tố từ Seimei no Kusabi.
- Wizardry Online Mobile, một game MMORPG trên điện thoại di động, đã ngừng hoạt động vào năm 2011.
- Wizardry: Torawareshi Bōrei no Machi, a PlayStation 3 RPG.
- Tōkyō Meikyū – Wizardry 0, một game nhập vai thẻ bài mạng xã hội sử dụng dịch vụ Mobage trên điện thoại thông minh, đã ngừng hoạt động vào năm 2012.
- Wizardry: Senran no Matō, một game nhập vai mạng xã hội dành cho điện thoại thông minh, đã ngừng hoạt động vào năm 2015.
- Wizardry Schema, một incremental game RPG cho điện thoại thông minh, ngừng hoạt động vào năm 2017.
- Wizrogue: Labyrinth of Wizardry, một game nhập vai roguelike isometric với các yếu tố gacha, ban đầu bị ngừng hoạt động vào năm 2015, nó đã được ra mắt lại vào năm 2017 với các yếu tố gacha bị loại bỏ.

Những tựa game này đã được phát hành từ cuối năm 2009 đến năm 2016; hoạt động mới nhất là chuyển Wizardry: Labyrinth of Lost Souls lên PC vào tháng 1 năm 2020.

### Nội dung liên quan
Sự phổ biến của Wizardry tại Nhật Bản cũng truyền cảm hứng cho nhiều light novels, manga, Japanese pen-and-paper role-playing games, and an original video animation, produced by TMS Entertainment. Một bộ light novel nổi tiếng có tên Sword Art Online cũng có một nhân vật nói rằng cảm hứng của anh ấy đến từ trò chơi này. Hầu hết chỉ được phát hành ở Nhật Bản.

### Sách tham khảo
- Barton, Matt (2008). Dungeons & Desktops: The History of Computer Role-Playing Games. A K Peters, Ltd. ISBN 978-1-56881-411-7.

## Liên kết
- Wizardry series trên MobyGames
- Wizardry Archives - info about the Wizardry games

Bản mẫu:Wizardry series
Bản mẫu:TMS Entertainment OVAs